# Seinan-Gakuin-Universität

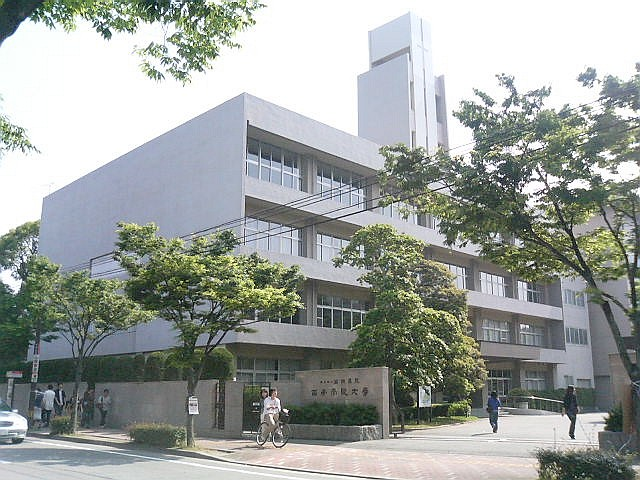
Hauptgebäude

Die Seinan-Gakuin-Universität (jap. 西南学院大学, Seinan gakuin daigaku, kurz: SGU) ist eine private Universität in Japan. Sie liegt in Sawara-ku, Fukuoka in der Präfektur Fukuoka.

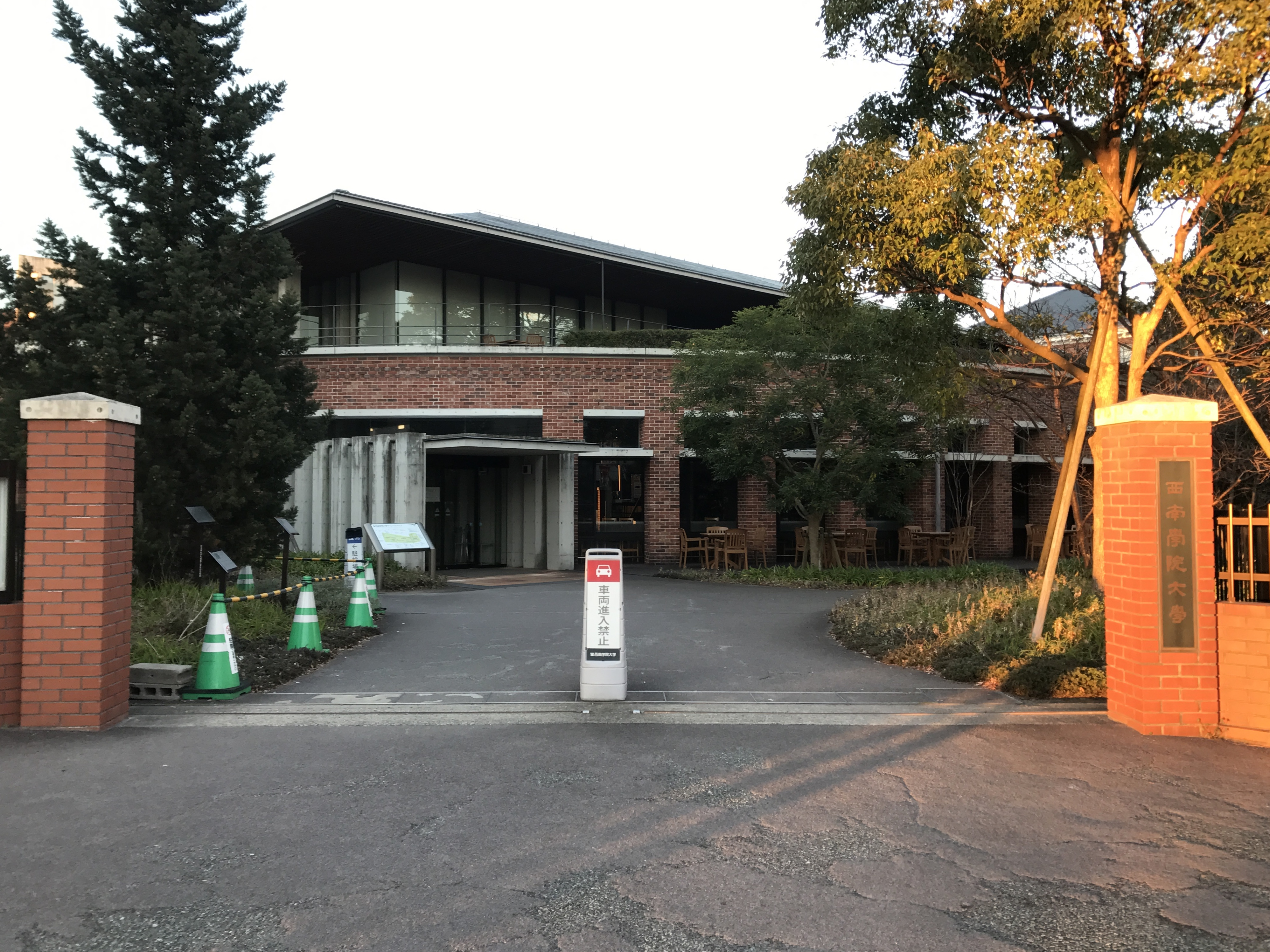
Southwest Cross Plaza-Cafeteria

## Geschichte
Die Schule wurde 1916 von Charles Kelsey Dozier (1879–1933), einem Missionar der Southern Baptist Convention, als Jungenmittelschule gegründet. Der damalige Schulname war Shiritsu Seinan Gakuin (私立西南学院, dt. „Private Seinan-Akademie“); Seinan bezeichnet Südwest(-Japan). 1918 zog sie in den heutigen Campus um. 1921 wurde die vierjährige Fachschulabteilung mit zwei Kursen gegründet: Literatur und Handelswissenschaft. Während des Pazifikkrieges hatte die amerikanisch-christliche Schule es schwer; 1941 kehrten die Missionare nach Amerika zurück und die Fachschulabteilung wurde 1944 in Seinan-Gakuin-Wirtschaftsfachschule umbenannt, weil der Kurs für englische Literatur geschlossen wurde.
Nach dem Krieg wurde die Schule 1946 in Seinan-Gakuin-Fachschule umbenannt und 1949 entwickelte sie sich zur koedukativen Seinan-Gakuin-Universität mit einer Fakultät (Liberal Arts). Die Fakultät wurde 1954 in zwei Fakultäten geteilt: Literatur und Handelswissenschaft. Mit den Jahren fügte die Universität folgende Fakultäten hinzu: Volkswirtschaftslehre (1964), Theologie (1966), Rechtswissenschaft (1967), Humanwissenschaft (2005), und Interkulturelle Studien (2006).
Die Universität betreibt ein kleines Museum. Zudem gibt es in unmittelbarer Nachbarschaft eine angeschlossene Grund-, Mittel- und Oberschule.

## Fakultäten
- Theologie
- Literatur
- Handelswissenschaft
- Volkswirtschaftslehre
- Rechtswissenschaft
- Humanwissenschaft
- Interkulturelle Studien